# (530055) 2010 VW224
2010 VW224 ist ein großes transneptunisches Objekt im Kuipergürtel, das bahndynamisch als Scattered Disk Object (SDO) oder als Cubewano (CKBO) eingestuft wird. Aufgrund seiner Größe gehört der Asteroid möglicherweise zu den Zwergplanetenkandidaten.

## Entdeckung
2010 VW224 wurde am 9. November 2010 von einem Astronomenteam, bestehend aus B. Gibson, T. Goggia, N. Primak, A. Schultz und M. Willman, im Rahmen des Pan-STARRS-Projekts mit dem 1,8-m-Ritchey-Chretien-Teleskop (PS1) am Haleakalā-Observatoriums (Maui) entdeckt. Die Entdeckung wurde am 26. Juli 2016 bekanntgegeben.
Nach seiner Entdeckung ließ sich 2010 VW224 auf Fotos bis zum 31. Januar 2006, die im Rahmen des Sloan-Digital-Sky-Survey-Programmes (SDSS) am Apache-Point-Observatorium (New Mexico) gemacht wurden, zurückgehend identifizieren und so seinen Beobachtungszeitraum um vier Jahre verlängern, um so seine Umlaufbahn genauer zu berechnen. Seither wurde der Planetoid durch verschiedene erdbasierte Teleskope beobachtet. Im November 2017 lagen insgesamt 28 Beobachtungen über einen Zeitraum von 8 Jahren vor. Die bisher letzte Beobachtung wurde im November 2013 wiederum am Pan-STARRS-Teleskop (PS1) durchgeführt. (Stand 20. März 2019)

## Eigenschaften

### Umlaufbahn
2010 VW224 umkreist die Sonne in 287,82 Jahren auf einer leicht elliptischen Umlaufbahn zwischen 37,36 AE und 49,79 AE Abstand zu deren Zentrum. Die Bahnexzentrizität beträgt 0,143, die Bahn ist 8,91° gegenüber der Ekliptik geneigt. Derzeit ist der Planetoid 40,75 AE von der Sonne entfernt. Das Perihel durchläuft er das nächste Mal 2158, der letzte Periheldurchlauf dürfte also im Jahre 1870 erfolgt sein.
Marc Buie (DES) klassifiziert den Planetoiden als SDO, während vom Minor Planet Center keine spezifische Einstufung existiert; letzteres ordnet ihn als Nicht-SDO und allgemein als «Distant Object» ein. Das Johnston’s Archive führt ihn dagegen als Cubewano auf, wobei er zu den bahndynamisch «heißen» klassischen KBO gehören würde.

### Größe
Derzeit wird von einem Durchmesser von 343 km ausgegangen, basierend auf einem Rückstrahlvermögen von 8 % und einer absoluten Helligkeit von 5,7 m. Ausgehend von diesem Durchmesser ergibt sich eine Gesamtoberfläche von etwa 370.000 km2. Die scheinbare Helligkeit von 2010 VW224 beträgt 22,70 m.
Da es denkbar ist, dass sich 2010 VW224 aufgrund seiner Größe im hydrostatischen Gleichgewicht befindet und somit weitgehend rund sein könnte, erfüllt er möglicherweise die Kriterien für eine Einstufung als Zwergplanet. Mike Brown geht davon aus, dass es sich bei 2010 VW224 um vielleicht einen Zwergplaneten handelt.
| Jahr                                         | Abmessungen km | Quelle   |
| -------------------------------------------- | -------------- | -------- |
| 2018                                         | 368,0          | Johnston |
| 2018                                         | 343,0          | Brown    |
| Die präziseste Bestimmung ist fett markiert. |                |          |